# Polar Music
Polar Music International AB és una companyia discogràfica sueca fundada el 1963 per Stig Anderson i Bengt Bernhag.

## Història
A la fi del la dècada de 1950, Stig Andersson era un gran compositor i tenia diversos hits en les llistes de popularitat sueques com Vi hänger em (Encara som aquí) i Tivedshambo (Hambo de Tived).
Per la seva banda, Bengt Bernhag era un gran productor i el 1959 ambdós ja tenien bones relacions laborals. El 1963 van fundar la companyia Polar Music. El seu primer contracte va ser amb un grup anomenat els Hootenanny Singers, (on destacava Björn Ulvaeus). Els Hootenanny Singers van ser en gran manera els artistes més exitosos de Polar Music en els anys 60.
Temps després, Björn va dur al seu amic Benny Andersson – dels Hep Stars – a Polar Music, i es va formar el trio de Stig, Björn i Benny, establint una col·laboració com escriptors.
Quan Bengt Bernhag va morir el 1971, Björn i Benny es van convertir en productors de Polar Music. Poc després ambdós van ajuntar a les seves parelles en un quartet que va donar fama a la compranyia: ABBA.
Durant els pròxims anys, Polar Music també va produir a altres artistes d'Escandinàvia com Agnetha, Gemini, Svenne & Lotta i Frida. Per a finals dels anys 80, Stig Andersson va sentir que era hora de retirar-se. Així, el seu imperi empresarial, incloent Polar Music, va ser venut a PolyGram (que més tard va ser associada a Universal Music Group).
Part dels diners que va rebre per la venda va ser donat al prestigiós Premi de Música Polar, lliurat a grans figures de la música, també conegut com el Premi Nobel de la Música.

## Artistes de Polar Music
- ABBA
- Alive Feat
- Jessie Martins
- Lena Andersson
- Björn & Benny
- Chana
- Crosstalk
- Dilba
- Emilia
- Frida
- Agnetha Fältskog
- Linda Ulvaeus
- Ted Gärdestad
- Gemini
- The Hellacopters
- The Hep Stars
- The Hootenanny Singers
- The Infinite Mass
- Fredrik Kempe
- Lambretta
- Maarja
- Paulo Mendonca
- Mr. Vegas Fea Intense
- Emma Nilsdotter
- Mats Paulson
- Pineforest Crunch
- Sam
- Skintrade
- Starr Chukki/infinit
- Svenne & Lotta
- Joey Tempest
- Top Notch
- Topaz Sound
- Anders Widmark.